# Theridula perlata
Theridula perlata là một loài nhện trong họ Theridiidae.
Loài này thuộc chi Theridula. Theridula perlata được Eugène Simon miêu tả năm 1889.